# Чертальдо
Черта́льдо (итал. Certaldo [ʧerˈtaldo]) — коммуна в Италии, расположена в области Тоскана, в провинции Флоренция. Расположена в долине реки Эльза.

## Достопримечательности
Городок известен, прежде всего, как родина писателя Джованни Боккаччо, и главной его достопримечательностью является Дом Боккаччо (итал. Casa del Boccaccio), в котором находятся музей и учебный центр.
Среди других достопримечательностей — старинный дворец XIV века (итал. Palazzo Strozzi Ridolfi), в котором размещены небольшой отель и ресторан, и ещё один дворец (итал. Palazzo del Vicario), долгое время выполнявший функцию ратуши.
Самая старинная церковь города — Церковь св. Фомы и Просперо (итал. Tommaso e Prospero) XIII века, в которой сохранились позднеготические фрески. Среди других церквей города примечательна Церковь Сан Якопо э Филиппо (итал. San Jacopo e Filippo), где похоронен Джованни Боккаччо.
Фуникулёр связывает расположенный на холме старый город с более современной нижней частью Чертальдо.
Покровителем города почитается святой апостол Фома, празднование 3 июля.